# Аликперов, Виталий Викторович
Виталий Викторович Аликперов (туркм. Witaliý Wiktorowiç Alikperow; 1 августа, 1978 года; Мары, Туркменская ССР, СССР) — туркменский футболист, полузащитник.

## Карьера

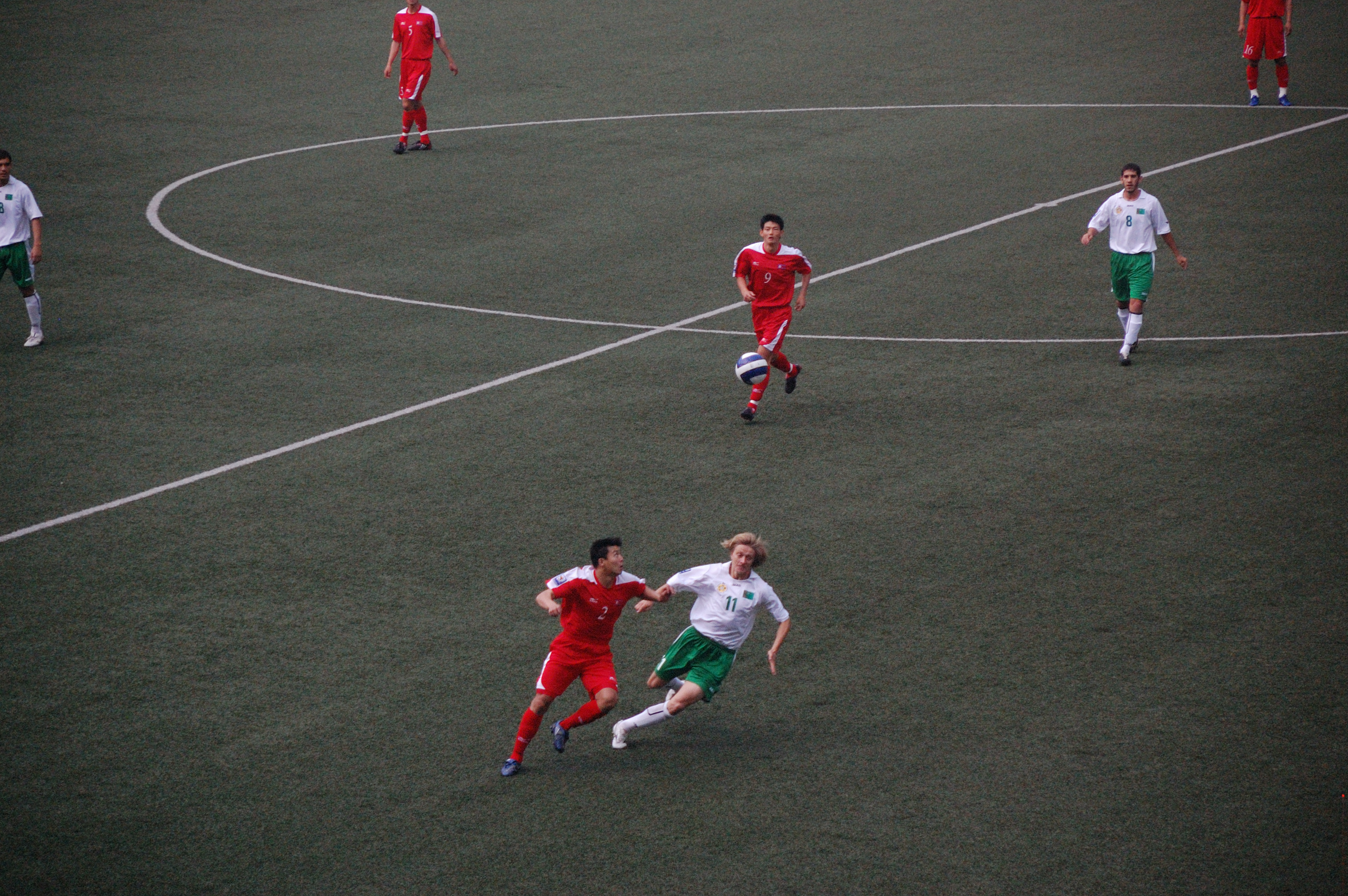
Аликперов (№ 8) в игре за сборную Туркменистана против КНДР в Пхеньяне

Начал карьеру в 1995 году в составе марыйского «Мерва». Значительную часть своей карьеры провёл именно в этом клубе. Выступал также за другие туркменские клубы, такие как: «Ахал», «Копетдаг», «Каракум», «Небитчи» и «Лебап».
В начале 2006 года перешёл в каршинский «Насаф» из Узбекистана и сыграл за этот клуб 25 матчей и забил 15 голов. В следующем сезоне также остался в Узбекистане и подписал контракт с ташкентским «Курувчи». За клуб выступал один сезон, сыграл в 15 матчах.
В 2004—2008 годах выступал за сборную Туркменистана, за которую сыграл семь матчей.